# Поляк-Шеремет Гелена Миколаївна
Геле́на Микола́ївна По́ляк-Шереме́т (1 червня 1935, с. Йовродерма, Підкарпатська Русь, Чехословаччина — 3 жовтня 2024) — українська фольклорна співачка (альт), заслужена артистка УРСР (1974).
Здобула середню світу. У 1955—1987 рр. — артистка Заслуженого Закарпатського народного хору в Ужгороді.
У репертуарі мала народні пісні в обробці Михайла Кречка, Степана Мартона, Дезидерія Задора, Миколи Попенка, П. Рака, Василя Кобаля.
У дуеті з Кларою Лабик виконувала такі пісні: «Іванку, Іванку», «Ой, у саду ружа посаджена», «Ой, співаю не гадаю» та інші.
Гастролювала в Канаді, Австрії, Німеччині, Чехословаччині, Польщі, Угорщині.

## Нагороди
- Заслужений артист Української РСР (1974)